# FOXA2
FOXA2 (англ. Forkhead box A2) – білок, який кодується однойменним геном, розташованим у людей на короткому плечі 20-ї хромосоми. Довжина поліпептидного ланцюга білка становить 457 амінокислот, а молекулярна маса — 48 306.
| 10         |  | 20         |  | 30         |  | 40         |  | 50         |
| ---------- |  | ---------- |  | ---------- |  | ---------- |  | ---------- |
| MLGAVKMEGH |  | EPSDWSSYYA |  | EPEGYSSVSN |  | MNAGLGMNGM |  | NTYMSMSAAA |
| MGSGSGNMSA |  | GSMNMSSYVG |  | AGMSPSLAGM |  | SPGAGAMAGM |  | GGSAGAAGVA |
| GMGPHLSPSL |  | SPLGGQAAGA |  | MGGLAPYANM |  | NSMSPMYGQA |  | GLSRARDPKT |
| YRRSYTHAKP |  | PYSYISLITM |  | AIQQSPNKML |  | TLSEIYQWIM |  | DLFPFYRQNQ |
| QRWQNSIRHS |  | LSFNDCFLKV |  | PRSPDKPGKG |  | SFWTLHPDSG |  | NMFENGCYLR |
| RQKRFKCEKQ |  | LALKEAAGAA |  | GSGKKAAAGA |  | QASQAQLGEA |  | AGPASETPAG |
| TESPHSSASP |  | CQEHKRGGLG |  | ELKGTPAAAL |  | SPPEPAPSPG |  | QQQQAAAHLL |
| GPPHHPGLPP |  | EAHLKPEHHY |  | AFNHPFSINN |  | LMSSEQQHHH |  | SHHHHQPHKM |
| DLKAYEQVMH |  | YPGYGSPMPG |  | SLAMGPVTNK |  | TGLDASPLAA |  | DTSYYQGVYS |
| RPIMNSS    |  |            |  |            |  |            |  |            |

A: Аланін

C: Цистеїн

D: Аспарагінова кислота

E: Глутамінова кислота

F: Фенілаланін

G: Гліцин

H: Гістидин

I: Ізолейцин

K: Лізин

L: Лейцин

M: Метіонін

N: Аспарагін

P: Пролін

Q: Глутамін

R: Аргінін

S: Серин

T: Треонін

V: Валін

W: Триптофан

Кодований геном білок за функціями належить до активаторів, регуляторів хроматину, білків розвитку, фосфопротеїнів. 
Задіяний у таких біологічних процесах, як транскрипція, регуляція транскрипції, альтернативний сплайсинг. 
Білок має сайт для зв'язування з ДНК. 
Локалізований у цитоплазмі, ядрі.